# Ricardo Jamin Vidal
Ricardo Jamin Vidal (Mogpog, 6 de fevereiro de 1931 - Cebu, 18 de outubro de 2017) foi um cardeal Filipino, Arcebispo de Cebu.